# Piccolo Cervino
Il Piccolo Cervino, in francese Petit Cervin (pron. fr. AFI: [pəti sɛʁvɛ̃]), in tedesco Klein Matterhorn (pron. ted. AFI: [ˈklaɪ̯n ˈmatərˌhɔrn]), è una montagna di 3.883 m delle Alpi Pennine.
Insieme a Gobba di Rollin, il Piccolo Cervino è parte del comprensorio sciistico Matterhorn Ski Paradise che serve le località di Breuil-Cervinia e Zermatt.

## Geografia

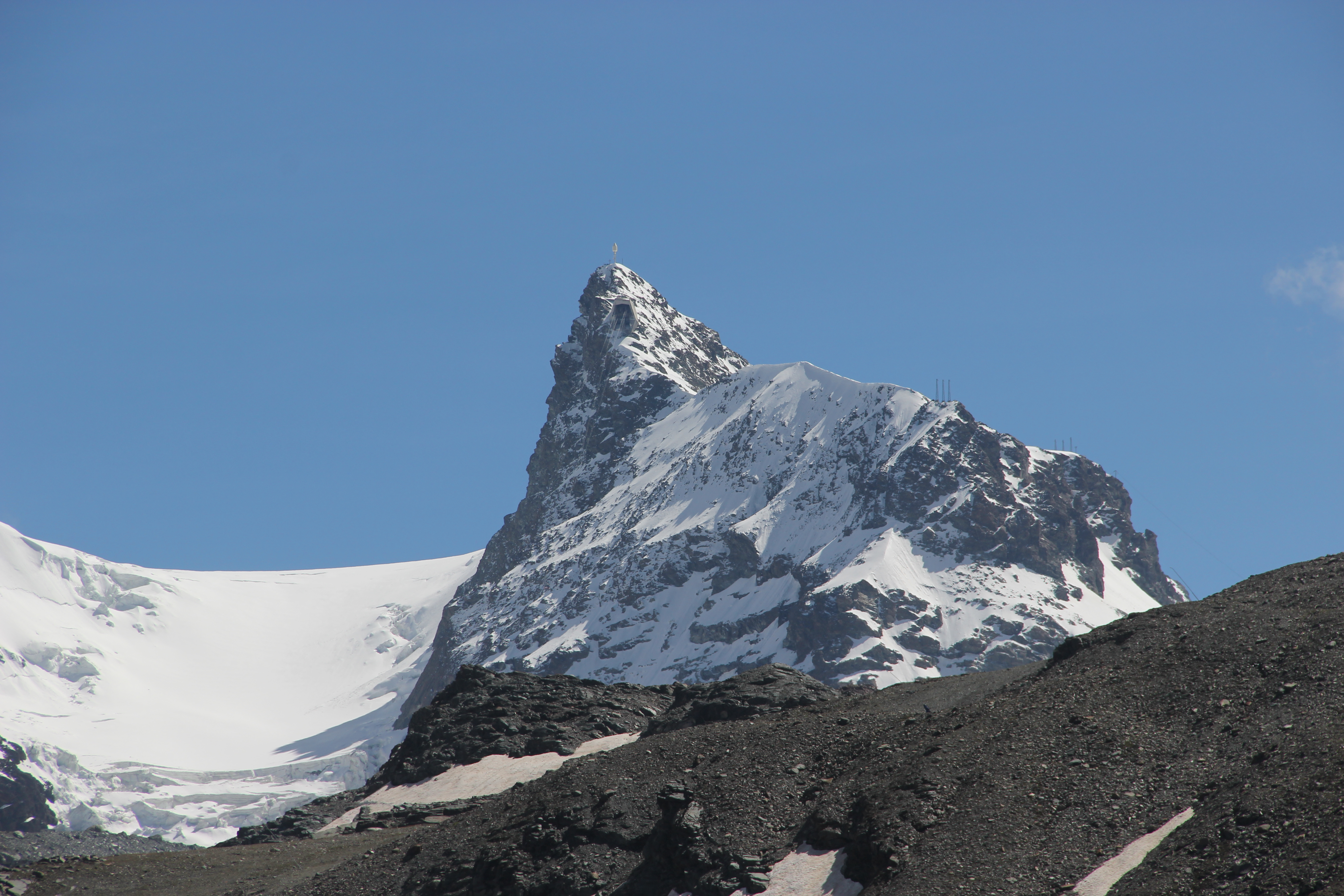
Il Piccolo Cervino visto dal versante svizzero.

Il Piccolo Cervino si trova nel sud ovest della Svizzera, nel Canton Vallese e nel territorio comunale di Zermatt. Esso si trova circa 40 chilometri a sud est di Sion e solo 1,3 chilometri dal confine italiano. Fa parte delle Alpi del Vallese ed è dominato ad est dal Monte Breithorn. Il Piccolo Cervino segna l'estremità occidentale della catena montuosa che si estende dal Monte Rosa verso il Colle del Teodulo ed è separato dal Cervino da quest'ultimo.

## Storia
La prima ascensione conosciuta è quella del 13 agosto 1872 compiuta dall'alpinista e geologo svizzero Horace-Bénédict de Saussure con Joseph-Marie Couttet, J.B. Errin e altre cinque guide. Secondo le parole di de Saussure, l'ascesa non ha presentato difficoltà, ma in compenso ha offerto uno dei panorami più spettacolari.

## La funivia
Nel 1979, con l'inaugurazione della teleferica che raggiunge quasi la cima partendo dal Trockener Steg, il monte ha acquistato grande importanza per tutti gli alpinisti e sciatori che ne fanno il loro punto di partenza. I primi sono agevolati nella loro salita ai vari 4.000 delle Alpi Pennine; i secondi possono usufruire tutto l'anno degli impianti del Plateau Rosa.
La funivia è la più alta d'Europa, ha un dislivello di 891 m e una lunghezza di 3778 m. Il tragitto è effettuato in circa 8 minuti alla velocità di 10 m/s.

## Curiosità
Nel 2008 si è sviluppato un progetto, molto discusso e contestato, su un centro commerciale a forma di piramide in vetro sulla vetta, che avrebbe raggiunto i 4000 m. La costruzione, però non è stata accettata dagli uffici turistici di Zermatt..

## Galleria d'immagini

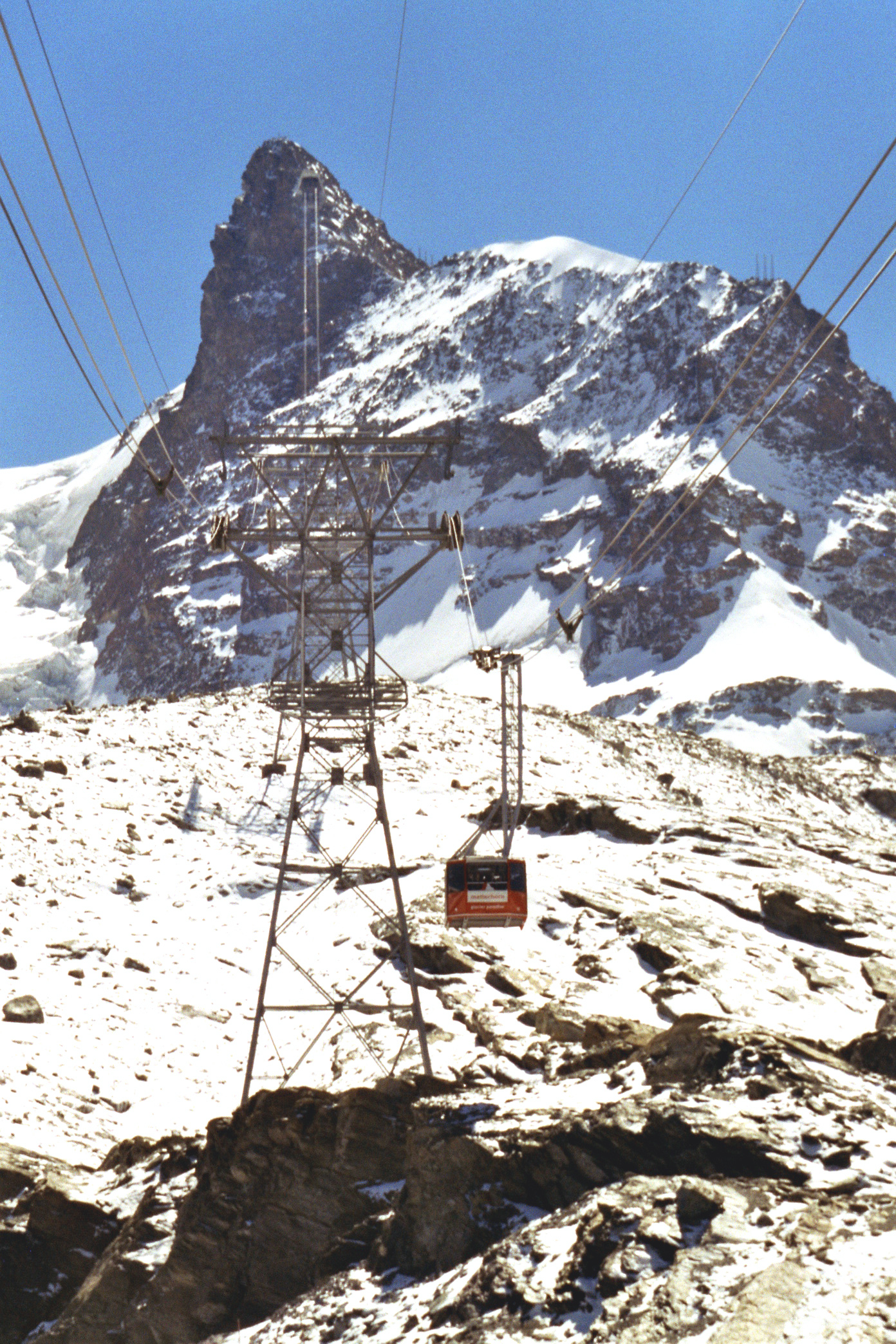
La funivia del Piccolo Cervino.
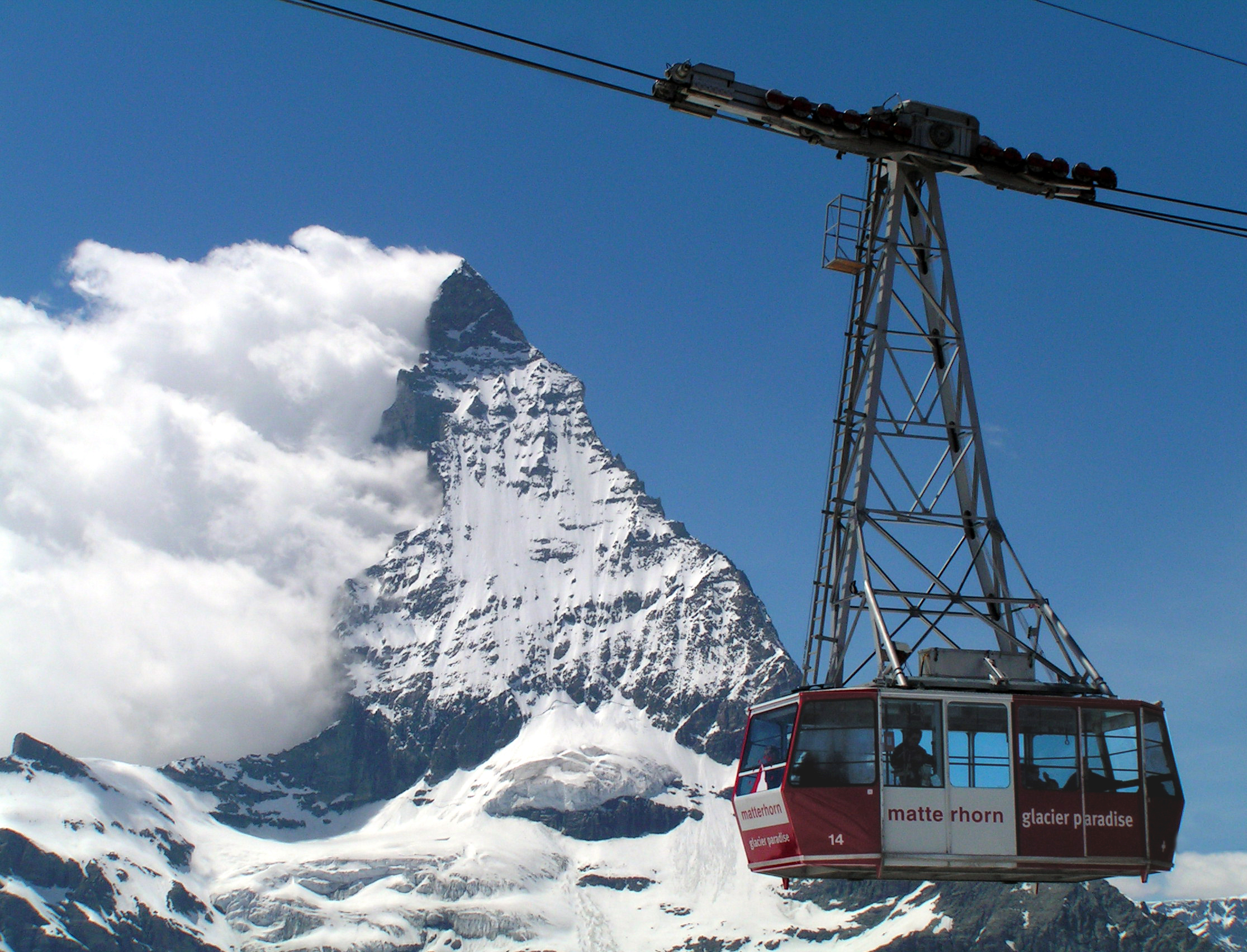
Un'altra visuale della funivia, con il Cervino sullo sfondo.